# جون غراهام (سياسي نيوزلندي)
جون غراهام (بالإنجليزية: John Graham)‏ هو سياسي نيوزلندي، ولد في 12 يناير 1843 في نيلسون في نيوزيلندا، وتوفي في 8 فبراير 1926 في نيوزيلندا. حزبياً، نشط في الحزب الليبيرالي النيوزيلندي. وقد انتخب عضو مجلس النواب النيوزيلندي عن دائرة Nelson (New Zealand electorate) ‏ (1893 – 1911).